# Sotkajärvi (sjö i Lappland, lat 67,73, long 25,27)
Sotkajärvi är en sjö i Finland. Den ligger i kommunen Kittilä i landskapet Lappland, i den norra delen av landet, 800 km norr om huvudstaden Helsingfors. Sotkajärvi ligger 194,3 meter över havet. Den är 2,2 meter djup. Arean är 2,2 kvadratkilometer och strandlinjen är 10,25 kilometer lång. Sjön  ingår i Kemi älvs huvudavrinningsområde. 